# A̓
A̓ (minuscule : a̓), appelé A virgule suscrite, est une lettre latine utilisée dans l’écriture du heiltsuk.
Il s’agit de la lettre A diacritée d’une virgule suscrite.

## Utilisation
L’a virgule suscrite est utilisé dans la romanisation du grec de la Bibliothèque nationale de France pour translittérer l’alpha coronis ou l’alpha esprit doux ‹ ἀ ›, par exemple dans κἀγώ, ka̓gṓ (crase pour καὶ ἐγώ, kaì e̓gṓ).

## Représentations informatiques
Le A virgule suscrite peut être représenté avec les caractères Unicode suivants : 
- décomposé (latin de base, diacritiques) :

| formes    | représentations | chaînes de caractères | points de code | descriptions                                          |
| --------- | --------------- | --------------------- | -------------- | ----------------------------------------------------- |
| capitale  | A̓               | A◌̓                    | U+0041 U+0313  | lettre majuscule latine a diacritique virgule en chef |
| minuscule | a̓               | a◌̓                    | U+0061 U+0313  | lettre minuscule latine a diacritique virgule en chef |

## Sources
- Alphabet heiltsuk, Bella Bella Community School.
- Bibliothèque nationale de France, « Translittération du grec », sur Kitcat : portail d’aide au catalogage de la BnF